# خورشیدگرفتگی ۲ نوامبر ۱۹۱۰
خورشیدگرفتگی ۲ نوامبر ۱۹۱۰ (به انگلیسی: Solar eclipse of November 2, 1910) یک خورشیدگرفتگی از نوع خورشیدگرفتگی جزئی است. این خورشیدگرفتگی در تاریخ ۲ نوامبر ۱۹۱۰ میلادی (‎۱۰ آبان ۱۲۸۹ خورشیدی) روی داد که زمان اوج آن، ساعت ۲:۰۸:۳۲ به‌وقت ساعت هماهنگ جهانی بوده‌است.